# Telstar 12V
O Telstar 12V (Telstar 12 Vantage) é  um satélite de comunicação geoestacionário que foi construído pela Airbus Defence and Space (antiga EADS Astrium). Ele está localizado na posição orbital de 15 graus de longitude oeste e é operado pela Telesat Canada. O satélite foi baseado na plataforma Spacebus-4000B3 e sua expectativa de vida útil é de 15 anos.

## Características
O operador global de satélite Telesat Canada fez um contrato com a Astrium em agosto de 2013 para a mesma construir o satélite Telstar 12 Vantage (Telstar 12V), que se tornou a mais recente adição à frota de satélites de comunicações da Telesat.
O novo satélite da Telesat tem o objetivo de substituir e ampliar significativamente a capacidade oferecida atualmente pelo Telstar 12 que está localizado na posição orbital de 15 graus de longitude oeste. O mais novo satélite da Telesat tem uma poderosa cobertura das regiões das Américas e EMEA, bem como zonas marítimas da Europa, do Caribe e do Atlântico Sul.
O mais novo satélite da Telesat tem uma massa de lançamento com cerca de cinco toneladas, com 11 kW de energia elétrica. Ele foi projetado para ter uma vida útil nominal de mais de 15 anos em órbita.

## Lançamento
O satélite foi lançado com sucesso ao espaço no dia 24 de novembro de 2015, às 06:50 UTC, por meio de um veículo H-2A-204 a partir do Centro Espacial de Tanegashima, no Japão. Ele tinha uma massa de lançamento de 4900 kg.

## Capacidade e cobertura
O Telstar 12V é equipado com 52 transponders em banda Ku para expandir significativamente a cobertura de mercados em crescimento na América do Sul, e região do Atlântico e EMEA.
O satélite vai receber e transmitir mais de 200 canais de televisão da empresa canadense Telesat para a Europa, a África e a América Latina.